# Philadelphia Union
Il Philadelphia Union è un club calcistico statunitense con sede nella città di Filadelfia (Pennsylvania), dalla stagione 2010 militante nella Major League Soccer (MLS), il vertice della piramide calcistica statunitense. 
Fondato nel 2008, ha come colori sociali il blu marino e l'oro, tonalità cromatiche riprese dalle uniformi che l'esercito continentale indossò durante la guerra d'indipendenza americana. A quest'ultimo fatto storico è inoltre legato il simbolo della squadra, il serpente a sonagli della vignetta Join, or Die di Benjamin Franklin. Includendo la stagione 2021, ha partecipato a dodici campionati nazionali della MLS. Nel 2020 ha conquistato il primo titolo sportivo. In ambito internazionale il miglior risultato ottenuto è stata la semifinale raggiunta in CONCACAF Champions League 2021. Dal 2010 disputa le proprie partite casalinghe nel Subaru Park, uno stadio da 18 500 posti.

## Storia

### La nascita degli Union
Nel 1996 venne fondata la massima serie statunitense e furono assegnate le franchigie ad alcune città degli Stati Uniti: Filadelfia, sebbene fosse una delle dieci aree metropolitane più grandi nel paese, non rientrò tra le selezionate. Un primo tentativo concreto per la Delaware Valley venne portato avanti da un gruppo di investitori, il cui obiettivo fu assicurare una franchigia MLS nella zona di Trenton. Il piano di investimenti di circa 31 milioni di dollari prevedeva la costruzione di uno stadio sportivo nella zona commerciale della CURE Insurance Arena, in cui era presente il collegamento tranviario con la Tranvia River. Il nome iniziale del club era inizialmente Union FC e la nuova società avrebbe dovuto sorgere sui terreni di Trenton ma il progetto si arenò a causa della regola secondo cui a ogni franchigia spettava un'area di 75 miglia (121 km) in cui non si potevano stabilire nuove società sportive di calcio appartenenti alla Major League Soccer, per cui troppo vicina al N.Y./N.J. MetroStars.
Nel 2001 ci fu un secondo tentativo, questa volta con l'intento di costruire uno stadio nei pressi della Rowan University, di cui gli usufruttuari sarebbero stati la franchigia MLS e la compagine universitaria; anche questo piano fallì a causa dell'elevato finanziamento pubblico necessario. Con il passare degli anni non svanì la volontà di avere un proprio club a Filadelfia e a testimonianza di ciò venne fondato il primo gruppo di tifoseria organizzata, i Sons of Ben, i quali cominciarono a esercitare una forte pressione sulla lega affinché si potesse destinare uno slot alla città. E così il 28 febbraio 2008 la MLS annunciò che la città sarebbe stata la sedicesima franchigia con decorrenza a partire dal 2010. L'11 maggio dell'anno successivo il club svelò il nome, lo stemma e i colori sociali all'interno del municipio cittadino.

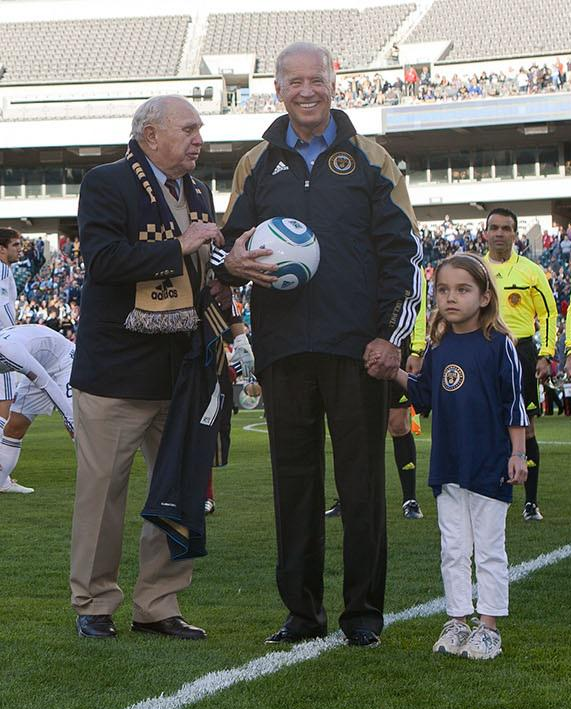
Walter Bahr con l'allora Vice Presidente Joe Biden prima di una partita del Philadelphia Union

### L'approdo in MLS
L'esordio agonistico del club avvenne il 25 marzo 2010 contro il Seattle Sounders al Qwest Field, match perso per 2-0. Il 10 aprile arrivò la prima vittoria del club contro il D.C. United in un Lincoln Financial Field, impianto utilizzato temporaneamente, completamente esaurito; Sébastien Le Toux segnò la prima rete in assoluto per gli Union e la partita terminò con il punteggio di 3-2. Il Philadelphia Union si presentò per la prima volta nello stadio casalingo, il PPL Park, dopo due mesi dall'inizio della stagione a causa di ritardi nei lavori di costruzione. Fu così che la partita inaugurale si giocò il 27 giugno e nuovamente contro Seattle; anche in questa occasione Le Toux realizzò la prima rete in assoluto nell'impianto di casa. La stagione terminò con un quattordicesimo posto in campionato, conseguito dopo otto vittorie, sette pareggi e quindici sconfitte.
La seguente vide diversi innesti importanti all'interno della rosa, vennero acquistati due calciatori colombiani, il portiere Faryd Mondragón e il difensore Carlos Valdés. Durante la stagione la squadra collezionò più pareggi (15) che vittorie (12) e tali risultati portarono la società a piazzarsi all'ottavo posto nella classifica generale riuscendo a centrare, per la prima volta, la qualificazione ai play-off. L'avventura nella fase finale terminò preventivamente al primo turno a causa della duplice sconfitta maturata contro lo Houston Dynamo.
Nelle successive due stagioni, gli Union si attestarono nella parte bassa della classifica (quindicesimi nel 2012 e quattordicesimi nel 2013) mancando l'accesso alla fase finale; nella stagione 2012 però ci fu un percorso positivo in U.S. Open Cup in cui riuscirono a superare i primi tre turni arrivando fino alla semifinale. Il penultimo atto del torneo si giocò l'11 luglio e vide la sconfitta degli uomini di John Hackworth per 2-0 contro lo Sporting K.C. Se in campionato la situazione non cambiò neanche negli anni a seguire, attestandosi in posizioni di media bassa classifica, in coppa la squadra fece registrare un rendimento più costante e convincente: nel 2014 essa arrivò fino all'ultimo atto del torneo, prima finale raggiunta nella storia del club, disputatosi proprio al Subaru Park. Il match fu inizialmente a favore degli Zolos grazie alla rete nel primo tempo di Maurice Edu, poi seguì il pareggio di Seattle nella seconda frazione di gioco e infine il sorpasso nei tempi supplementari. Anche nel 2015 la squadra si confermò sui livelli dell'anno precedente in coppa; sfidò e sconfisse in ordine Rochester Rhinos, D.C. United, N.Y. Red Bulls e il Chicago Fire in semifinale. Nella sua seconda finale in due anni, incontrò lo Sporting K.C. e anche in questo caso gli Union passarono per primi in vantaggio grazie a Le Toux nel primo tempo. Subita la rete del pareggio nel secondo tempo, la partita rimase bloccata e si arrivò ai tiri di rigore dove furono decisivi gli errori di Edu e Wenger, perdendo così la seconda finale consecutiva. Nel 2016 tornò a qualificarsi per i playoff ottenendo l'ultimo posto disponibile in classifica; venne subito eliminata da Toronto FC.
Nel 2018, dopo che la stagione precedente terminò nell'anonimato, la squadra riuscì a piazzarsi in sesta posizione nella Eastern Conference, qualificandosi per la terza volta in assoluto alla fase finale del campionato. In coppa nazionale tornò ad avere un ruolo da protagonista conquistando la terza finale da cui uscì sconfitta nell'ultimo atto contro lo Houston Dynamo. La stagione successiva fu molto positiva; in campionato la squadra arrivò terza nella propria conference, quinta in assoluto, mentre in coppa perse al quarto turno contro il DC United. Il 20 ottobre 2019 vinse per la prima volta una partita della fase play-off, battendo ai tempi supplementari i NY Red Bulls e perdendo al turno successivo contro l'Atlanta United.
La stagione 2020, segnata da una lunga interruzione dovuta alla pandemia di COVID-19, terminò con il primo posto in classifica generale e con la vittoria del primo titolo nella storia del club. Nei play-off i giocatori vennero eliminati agli ottavi di finale dal New England Revolution. Grazie al primo posto conquistato l'anno precedente, il club si qualificò per la prima volta in CONCACAF Champions League; il 7 aprile 2021 giocò a San José la partita inaugurale contro il Saprissa e l'incontro coincise con la prima vittoria, in un torneo continentale, grazie a una rete di Kacper Przybyłko (0-1). Il cammino si interruppe in semifinale, eliminata dall'América vincitore nel doppio confronto sia all'andata sia al ritorno. La stagione seguente si rivelò entusiasmante in quanto la squadra si fregiò del titolo di campione della Eastern conference e arrivò fino alla finale di MLS Cup dove venne battuta ai calci di rigore dal Los Angeles FC.

## Cronistoria
Di seguito la cronistoria del Philadelphia Union.

## Colori e simboli

### Colori
I colori sociali del Philadelphia Union sono il blu marino e l'oro, rappresentanti le uniformi dell'esercito continentale durante la Guerra d'indipendenza americana. L'azzurro al centro dello stemma deriva dalla bandiera civica di Filadelfia ed è un omaggio al primo storico gruppo di tifosi del club, i "Sons of Ben". La classica divisa primaria degli Union è costituita da maglia blu con una banda dorata al centro e delle strisce d'oro sulle spalle, pantaloncini blu con strisce d'oro ai lati e calzettoni blu bordati d'oro.
Nel corso della storia la divisa del club subì varie modifiche: la prima maglia si presentava completamente blu con una classica fascia dorata (dal 2010 al 2017); a partire dal 2018, quest'ultima sparì completamente, rimanendo il semplice blu navy e le strisce dorate lungo le spalle.
La seconda maglia attraversò diverse fasi cromatiche; nel 2010 e nel 2011 la maglia era completamente dorata con una fascia blu e delle strisce blu sulle spalle; successivamente le tonalità cambiarono radicalmente con la parte centrale totalmente bianca e le zone laterali e le maniche celesti con inserti d'oro e fasce bianche (dal 2012 al 2014); dal 2015 la maglia divenne totalmente bianca e nel corso degli anni alternò inserti e strisce sulle spalle con tonalità dorate oppure blu.

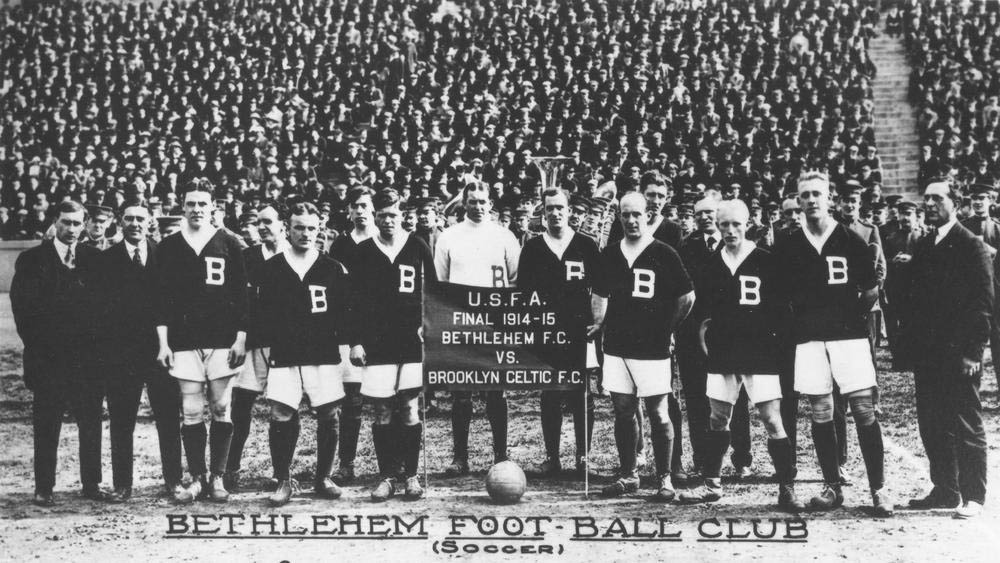
Un'immagine d'epoca del Bethlehem Steel nel 1915

Il primo utilizzo della terza divisa da parte del Philadelphia si ebbe nel 2011: questa comprendeva una maglia completamente bianca come i calzoncini e i calzettoni con degli inserti blu sulle spalle e lungo i fianchi. Nel 2013 il club svelò una terza divisa per commemorare l'antenata società della Pennsylvania, il Bethlehem Steel Football Club. La divisa era completamente nera e aveva una lettera "B" ricamata nell'angolo in basso a sinistra della maglia mentre sul retro era presente il logo del Bethlehem Steel e gli anni di attività (1911-1930).
Di seguito l'evoluzione della prima divisa del Philadelphia Union.
| 2010 | 2013 | 2015 | 2016 | 2019 | 2021 | 2022 | 2024 |

Di seguito l'evoluzione della seconda divisa del Philadelphia Union.
| 2010 | 2012 | 2015 | 2018 | 2019 | 2021 | 2023 |

Di seguito l'evoluzione della terza divisa del Philadelphia Union.
| 2011 | 2013 |

### Simboli ufficiali

#### Stemma

Logo usato dagli Union dal 2010 al 2019

Lo stemma del club è un cerchio blu dal bordo dorato: al suo interno, precisamente al centro, campeggia un serpente a sonagli, ispirato a una caricatura politica che Benjamin Franklin creò per il numero del Pennsylvania Gazette pubblicato il 9 maggio 1754. Essa rappresentava il pericolo della disunione se il Paese si fosse diviso e l'importanza di rimanere uniti. Insieme al serpente era presente il motto "JUNGITE aut PERITE", una frase latina che significa "UNITÀ o MORTE". Il serpente a sonagli divenne un simbolo nazionale durante la Rivoluzione americana, ed era presente anche sulla Bandiera di Gadsden.

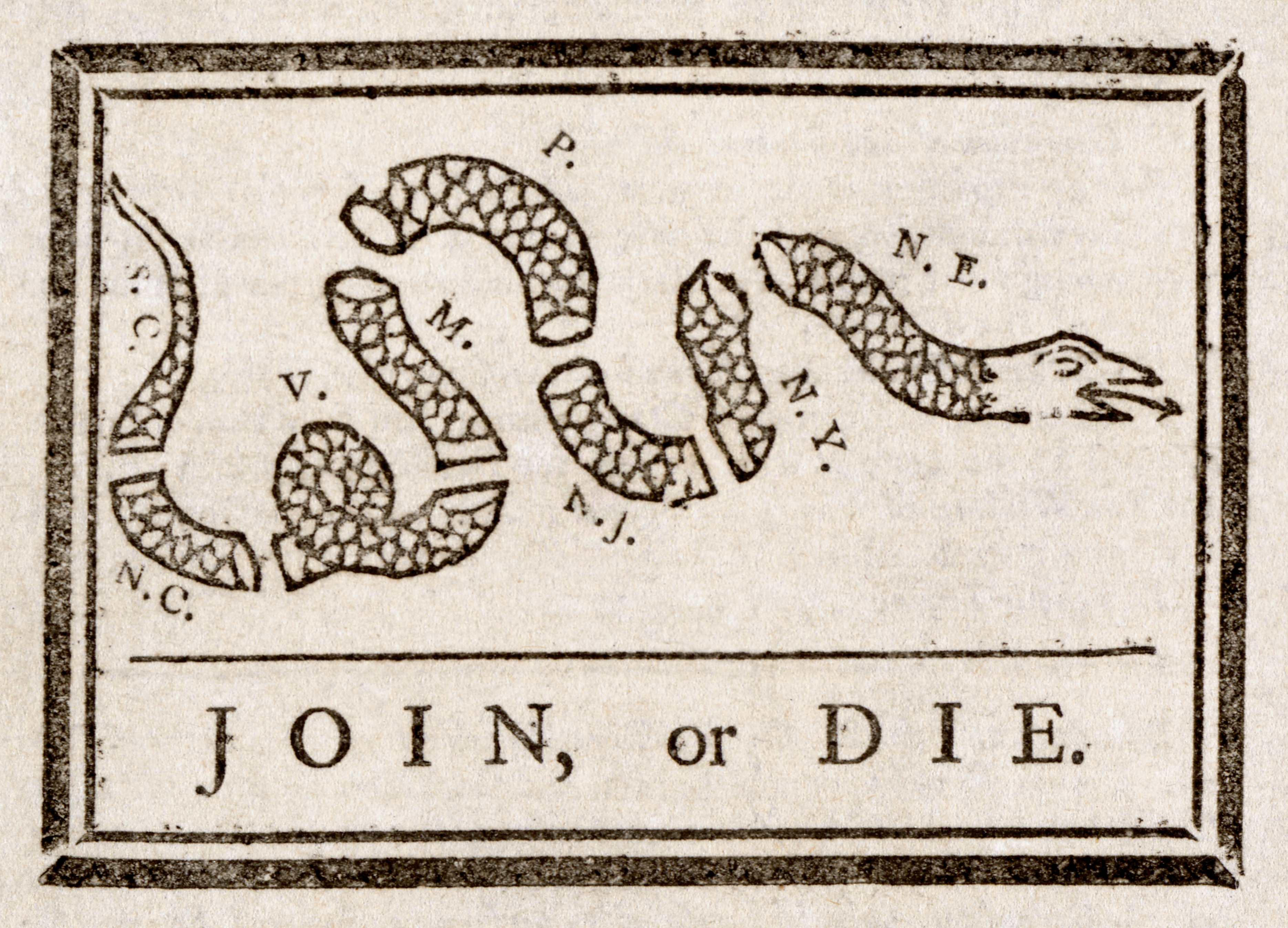
Join, or Die, la caricatura politica di Benjamin Franklin, raffigurante un serpente a sonagli suddiviso in otto parti

Lo stemma utilizzato dal Philadelphia Union dal 2010 al 2019 era pressoché identico sia nella forma sia nella identità visiva al suo interno; gli unici cambiamenti furono apportati attraverso una tonalità di oro più luminosa rispetto al primo logo e un design più semplice con delle strisce dietro lo scudo.

#### Inno
L'inno ufficiale è Ball+Win, realizzato nel 2018 dalla rapper Bri Steves, nata e cresciuta a Filadelfia, in collaborazione con i produttori OddKidOut e BlumBros.

#### Mascotte
La mascotte ufficiale della società è Phang, un pupazzo con le sembianze di un serpente. Phang, nato in un argine del Delaware, ha il desiderio di giocare a calcio ma è impossibilitato a causa della sua fisionomia. Un giorno trova una bandiera dell'Unione, ispirata al Join, or Die; i suoi genitori gli raccontano quindi che il suo «bis, bis , bis , bis, bisnonno aveva posato per Benjamin Franklin, che aveva disegnato la caricatura originale». Phang è così estasiato da questa rivelazione che decide di fare il possibile per coronare il suo sogno: in un giorno di pioggia prende un pallone da calcio e una tacchetta di metallo e si reca al Subaru Park, lasciandosi colpire da un fulmine. Esso lo rinchiude in un uovo metallico, che viene prima preso da una volpe e poi da un corriere della Acme, che lo trova in uno scatolone dove l'animale lo aveva buttato. Dopo essere stato inviato a uno zoo della città per delle analisi, esso si schiude ed esce Phang, con gambe e piedi.

## Strutture

### Stadio

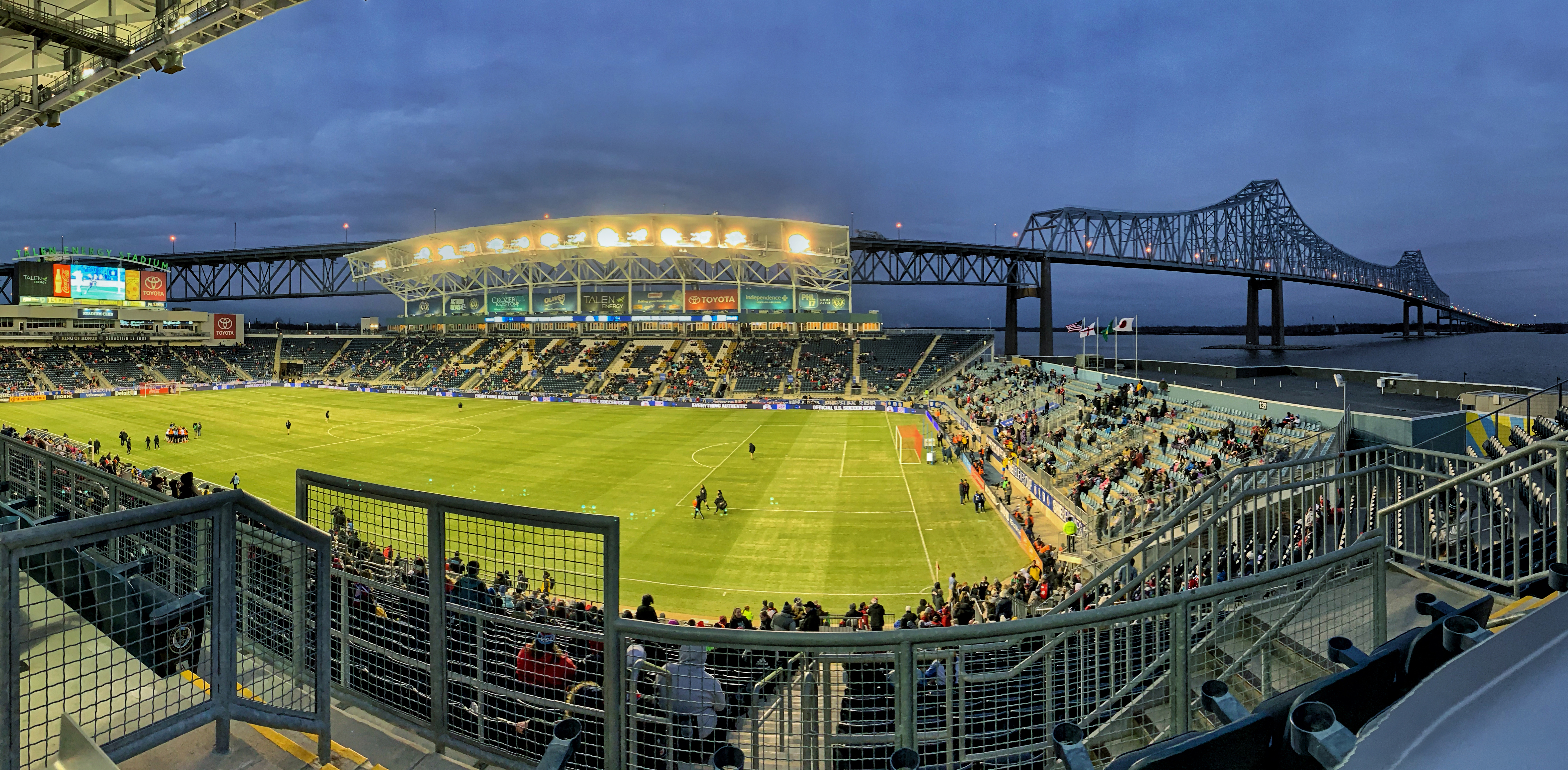
Lo Stadio Subaru Park nel 2019

Il Philadelphia Union disputa le partite casalinghe al Subaru Park, precedentemente conosciuto come PPL Park e poi Talen Energy Stadium. Situato accanto al Commodore Barry Bridge, si affaccia lungo il fiume Delaware. La sua capienza può raggiungere fino a 26 000 spettatori per eventi non sportivi, altrimenti 18 500. A causa dei ritardi nella sua costruzione, le prime partite casalinghe degli Union vennero giocate al Lincoln Financial Field. Terminati gli ultimi lavori, il 27 giugno 2010 si giocò al PPL Park la partita inaugurale contro il Seattle Sounders.

### Centro di allenamento
Il Philadelphia Union si allena subito fuori le mura dello stadio, infatti il centro di allenamento dista pochi metri dall'impianto sportivo ed è dotato di due campi in erba realizzati nel 2014. Prima che venissero costruiti, la squadra si allenava al parco municipale di Chester.

## Società

### Organigramma societario
Di seguito l'organigramma del Philadelphia Union aggiornato al 12 aprile 2021.
- Jay Sugarman - Proprietario
- Tim McDermott - Presidente
- Dave Debusschere - Vicepresidente esecutivo
- Doug Vosik - Responsabile area marketing
- Charlie Slonaker - Amministratore delegato

### Sponsor
Di seguito la cronologia degli sponsor tecnici del Philadelphia Union.
- 2010- Adidas

### Impegno nel sociale
Esiste un'organizzazione sociale, la "Philadelphia Union foundation", legata al club statunitense, avente come scopo il promuovere l'attività sportiva dilettantistica, le attività motorie all'interno degli istituti scolastici e il creare nuovi campi da calcio e zone ricreative. Attraverso il programma "Chester Soccer" il club si prodigò nel riportare nella Chester High School il calcio come disciplina sportiva, con la costruzione di nuovi campi e la creazione di corsi appositi.

### Settore giovanile
Nel 2012 il Philadelphia Union fondò la propria Academy, ovvero il corrispettivo di un settore giovanile, al cui interno vi sono varie squadre in base alle fasce d'età. Tutte le giovanili si allenano all'Union Youth Development’s Home Complex.
L'esigenza di far giocare con regolarità i giovani calciatori, in modo da garantire loro un processo di crescita, aveva già portato la dirigenza a costituire un'affiliazione con una squadra satellite. Infatti negli anni che vanno dal 2010 al 2015 la società stipulò un accordo di affiliazione con l'Harrisburg City I., squadra militante nella USL. Sciolta la collaborazione, il 19 agosto 2015 il club annunciò la creazione di una propria squadra riserve con sede a Bethlehem. Il 27 ottobre venne presentato il Bethlehem Steel, il cui nome fu voluto per rendere omaggio all'antico Bethlehem Steel Football Club, dei primi anni del Novecento. A fine 2019, venne annunciato un cambio di nome e identità visiva: la denominazione venne modificata in Philadelphia Union II e venne presentato un nuovo logo.

## Diffusione nella cultura di massa
Nel 2015 Jeffrey C. Bell realizzò il documentario Sons of Ben: The Movie, in cui viene esplicitato come l'obiettivo dei tifosi fosse quello di portare il calcio professionistico in città, per risollevare un territorio considerato abbandonato dalle istituzioni.

## Allenatori e presidenti
Di seguito la cronologia dei presidenti del Philadelphia Union.
- 2010-2015  Nick Sakiewicz
- 2015-2016  Dave Rowan
- 2016-  Tim McDermott

Di seguito l'elenco cronologico degli allenatori del Philadelphia Union.
- 2009-2012  Piotr Nowak
- 2012-2014  John Hackworth
- 2014-2024  Jim Curtin
- 2025-  Bradley Carnell

## Calciatori

### Ring of Honor
Nel 2018 il club istituì "The Ring of Honor" ufficiale della società con lo scopo di premiare chiunque si sia distinto all'interno del club. Gli atleti, in particolare, sono selezionati secondo il criterio per cui ogni atleta deve essersi distinto durante il periodo di appartenenza al club. A partire dalla sua fondazione è stato inserito soltanto un calciatore.

#### Atleti
- Sébastien Le Toux (2010-2011) e (2013-2016)

### Capitani

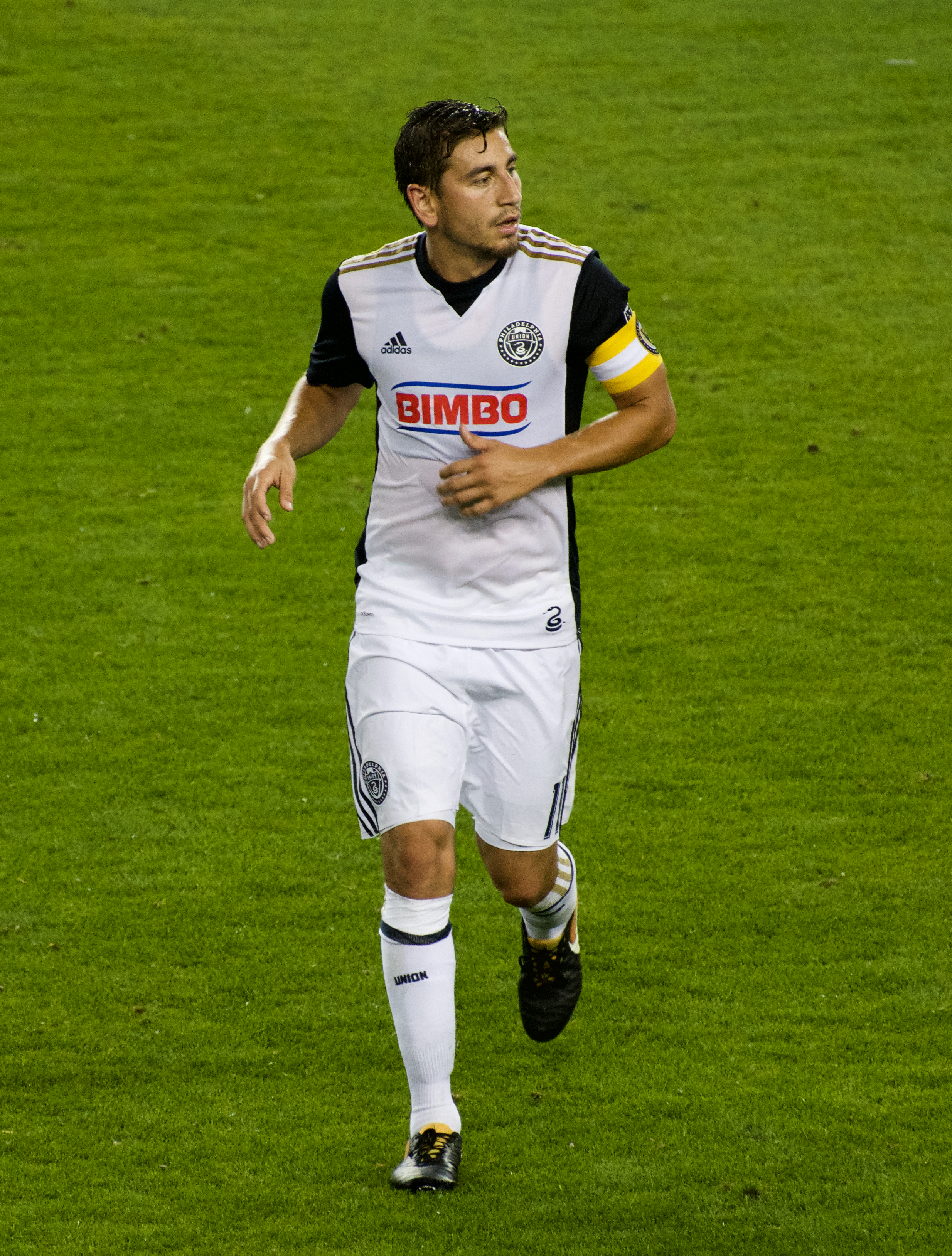
Alejandro Bedoya

In totale sono stati cinque i capitani del Philadelphia Union. Alejandro Bedoya guidò la squadra per più stagioni (cinque tra il 2017 e il 2021), diventando anche il primo capitano vincente nella storia del club grazie alla conquista del Supporters' Shield.
- Danny Califf (2010)
- Faryd Mondragón (2011)
- Carlos Valdés (2012)
- Brian Carroll (2013-2016)
- Alejandro Bedoya (2017-)

### Contributo alle Nazionali

#### Nazionale statunitense
Data la giovane età del club, non molti calciatori hanno vestito la maglia degli Stati Uniti. Tra questi sono degni di menzione: Maurice Edu e C. J. Sapong, i quali collezionarono diverse presenze in nazionale durante la loro appartenenza al club; Nell'edizione 2013 della Gold Cup, Jack McInerney, allora il più giovane convocato per quella spedizione, conquistò il titolo di campione seppur senza giocare un singolo minuto durante tutta la manifestazione. Alejandro Bedoya prese parte alla vittoriosa spedizione continentale nel 2017 insieme a Chris Pontius.

#### Nazionale Under-20
A livello giovanile, Auston Trusty vinse il campionato nordamericano Under-20 nel 2017 e successivamente fu impegnato nella rassegna mondiale di categoria insieme a un altro prodotto dell'accademia Union, Derrick Jones. Dopo Trusty, furono Mark McKenzie, Anthony Fontana e Matthew Real i calciatori a conquistare il campionato nordamericano Under-20 nel 2018 e ancora Brandan Craig, Jack McGlynn, Paxten Aaronson e Quinn Sullivan nel 2022.

#### Altre nazionali
A partire dagli anni dieci, diversi calciatori vestirono la maglia della propria nazionale durante il periodo in cui militarono negli Union, tra i più rappresentativi: Alejandro Moreno con il Venezuela, Faryd Mondragón e Carlos Valdés con la Colombia, Haris Medunjanin con la Bosnia ed Erzegovina e Keon Daniel con il Trinidad e Tobago. Alcuni raggiunsero importanti traguardi con la propria selezione; tra questi figurano Andre Blake, arrivato due volte in finale con la Giamaica nella Gold Cup 2015 e nella Gold Cup 2017, e Cory Burke, anche egli partecipe alla spedizione del 2017. Nei primi anni venti diversi giocatori presero parte a più rassegne continentali; Dániel Gazdag fu convocato per la spedizione europea con l'Ungheria non venendo però mai schierato in campo, José Martínez partecipò alla Copa América con il Venezuela giocando quattro partite della fase a gironi, partendo titolare in tre occasioni. I già citati Blake e Burke, insieme con Alvas Powell, furono convocati per la Gold Cup. Michael Lahoud fu il primo calciatore africano a essere stato convocato e schierato in campo dalla propria nazionale durante la militanza negli Union; gli altri calciatori africani ad aver giocato con la propria nazionale furono Raïs M'Bolhi con l'Algeria,Olivier Mbaizo con il Camerun e Jamiro Monteiro con il Capo Verde.

## Palmarès

### Competizioni nazionali
- MLS Supporters' Shield: 1

2020

### Altri piazzamenti
- Campionato MLS:

Finalista: 2022
- Lamar Hunt U.S. Open Cup:

Finalista: 2014, 2015, 2018
Semifinalista: 2012
- MLS is Back Tournament:

Semifinalista: 2020
- CONCACAF Champions League

Semifinalista: 2021

## Statistiche e record

### Partecipazione ai campionati
Di seguito la partecipazione del Philadelphia Union ai campionati.
| Livello | Categoria | Partecipazioni | Debutto | Ultima stagione | Totale |
| ------- | --------- | -------------- | ------- | --------------- | ------ |
| 1º      | MLS       | 15             | 2010    | 2024            | 15     |

### Partecipazione alle coppe
Di seguito la partecipazione del Philadelphia Union alle coppe.
| Competizione                                     | Partecipazioni | Debutto | Ultima stagione | Totale |
| ------------------------------------------------ | -------------- | ------- | --------------- | ------ |
| Lamar Hunt U.S. Open Cup                         | 12             | 2010    | 2024            | 13     |
| CONCACAF Champions League/CONCACAF Champions Cup | 3              | 2021    | 2024            | 3      |
| Leagues Cup                                      | 1              | 2023    | 2024            | 2      |

### Statistiche di squadra

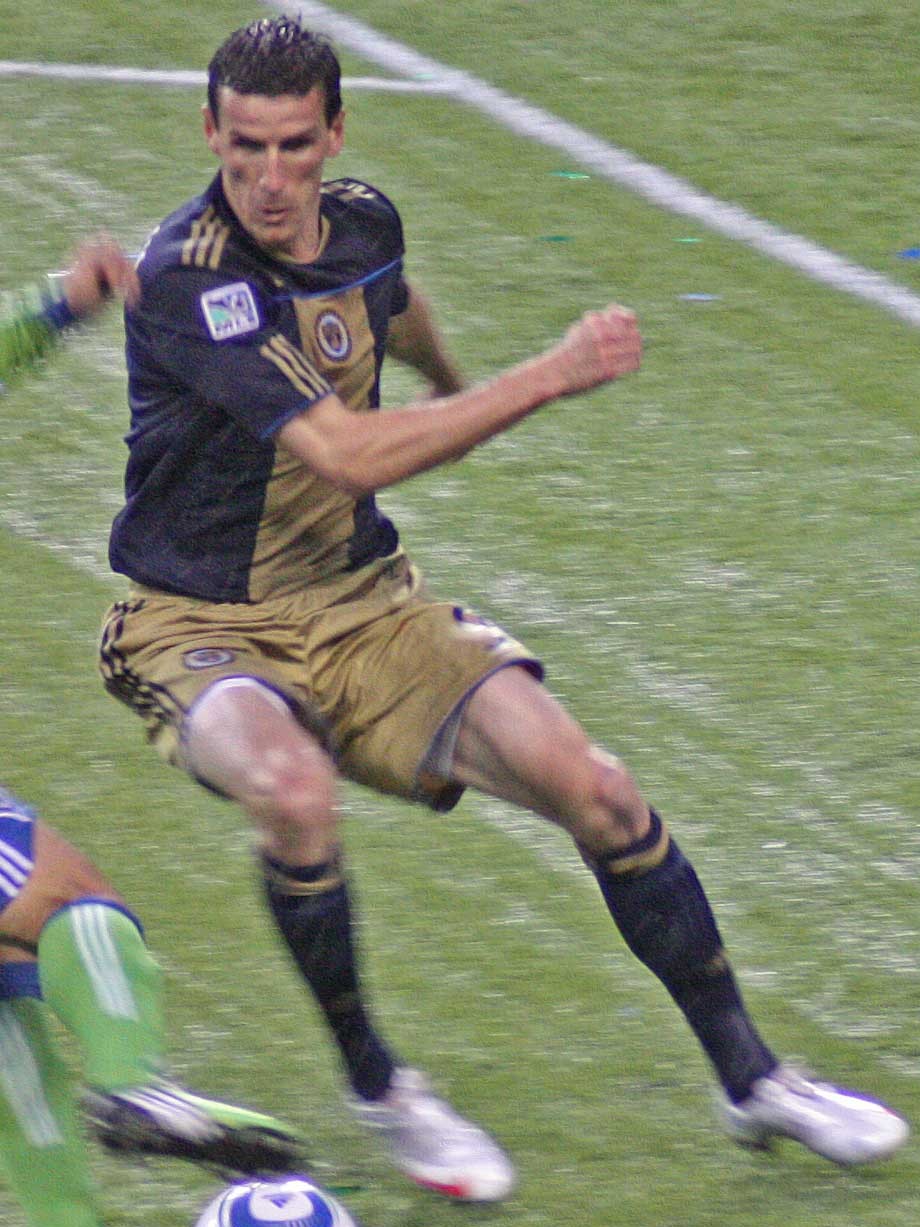
Sébastien Le Toux

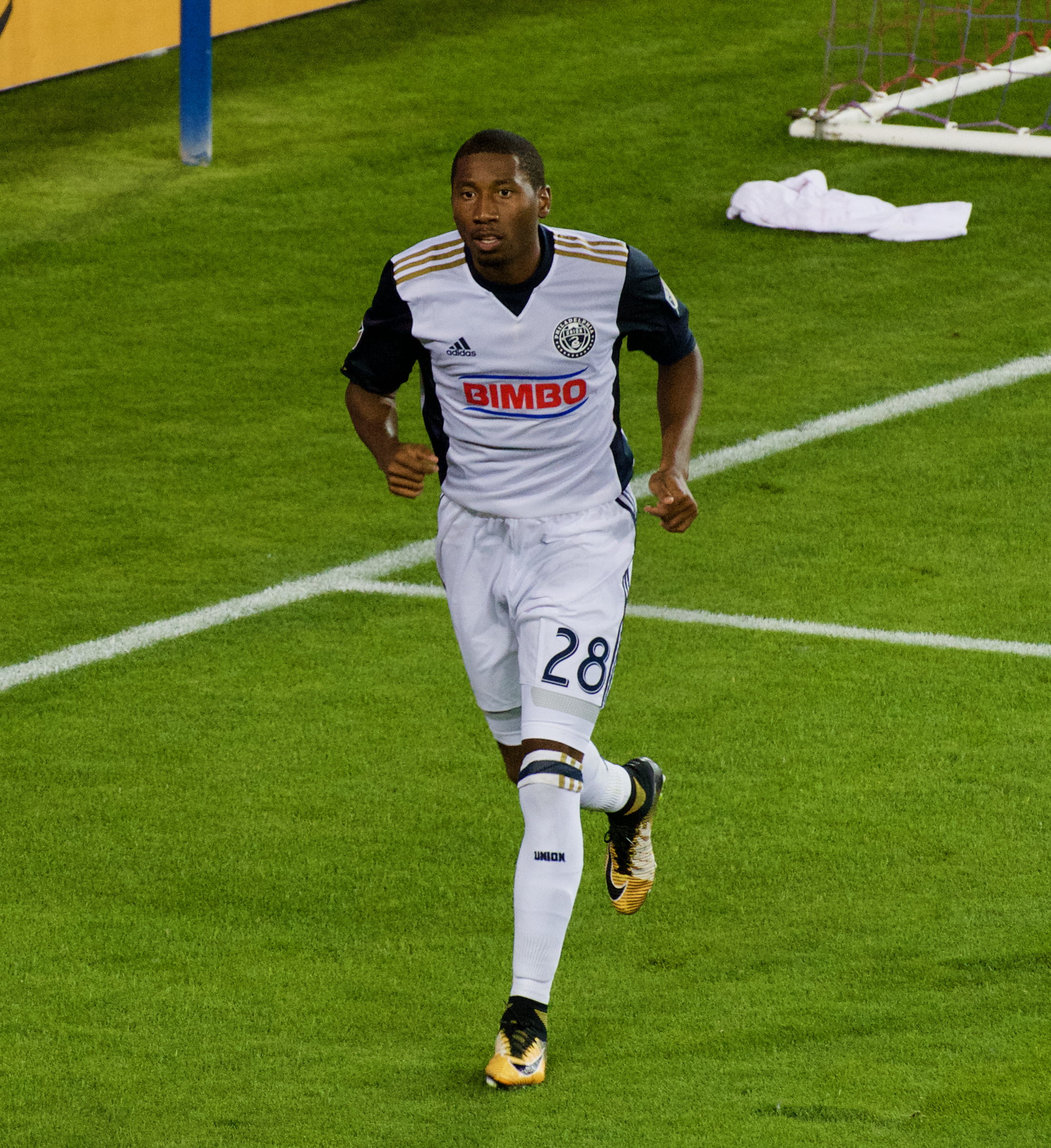
Ray Gaddis

Includendo la stagione 2024, il club ha partecipato a 15 campionati nazionali, giocati tutti in MLS, e alla US Open Cup a partire dall'edizione 2010. Per quanto riguarda le competizioni continentali, giocò le edizioni 2021, 2023 e 2024 della CONCACAF Champions League/CONCACAF Champions Cup arrivando fino in semifinale nelle prime due partecipazioni. A partire dalla fondazione della lega, raggiunse per cinque volte i play-off, non andando mai oltre i quarti di finale.
La vittorie casalinghe con il maggior numero di reti di scarto avvennero nel 2017 (Philadelphia Union-Orlando City 6-1), nel 2019 (Philadelphia Union-N.E. Revolution 6-1), nel 2020 (Philadelphia Union-Toronto FC 5-0) e nel 2022 è stata firmata la vittoria con più reti e maggior scarto contro il DC United (7-0); ancora nel 2022 si registra la vittoria in trasferta con lo scarto di reti maggiore(DC United-Philadelphia Union 0-6); la peggiore sconfitta interna arrivò nel 2018 (Philadelphia Union-Montréal Impact 1-4), quella in trasferta per tre volte tra il 2013 e il 2016 con il punteggio di 5-1 contro i New England Revolution, il LA Galaxy e il Montreal Impact. A livello continentale, la peggiore sconfitta esterna è avvenuta il 13 marzo 2024 contro il Pachuca vincente per sei reti a zero nel match di ritorno degli ottavi di finale di CONCACAF Champions Cup.

### Statistiche individuali
Il giocatore che detiene il maggior numero di presenze con la maglia degli Union è Andre Blake, con 299. Dániel Gazdag è il miglior marcatore della storia della franchigia (71 reti).
Di seguito i record di presenze e reti dei calciatori al 30 marzo 2025.
| Record di presenze - 301 Andre Blake (2014-) - 288 Alejandro Bedoya (2016-) - 266 Jack Elliott (2017) e (2018-2024) - 248 Ray Gaddis (2012-2020) - 213 Kai Wagner (2019-) | Record di reti - 72 Dániel Gazdag (2021-) - 56 Sébastien Le Toux (2010-2011) e (2013-2016) - 43 Julián Carranza (2022-2024) - 40 Kacper Przybyłko (2018-2021) - 38 C. J. Sapong (2015-2019) |

### Capocannonieri per singola stagione

#### In competizioni internazionali
Di seguito i capocannonieri in competizioni internazionali dei calciatori del Philadelphia Union.
- Kacper Przybyłko (2021)

- Tai Baribo (2024)[110]

## Tifoseria

### Storia
Il primo gruppo di tifoseria organizzata fu i "Sons of Ben": la data di fondazione, il 17 gennaio 2007, coincide con il 301º anniversario dalla nascita di Benjamin Franklin, padre fondatore degli Stati Uniti e personaggio iconico di Philadelphia. I membri salirono agli onori della cronaca per le forti pressioni che fecero sulla Major League Soccer affinché la lega assegnasse una franchigia anche alla loro città. Quest'azione ebbe una risposta positiva e nel 2008 una delegazione della tifoseria venne invitata alla cerimonia di presentazione della nuova franchigia, in cui cantò uno dei cori con i quali avrebbe supportato la propria squadra durante le partite casalinghe. Il gruppo ultras è solito posizionarsi nel settore River End dello stadio, dietro una delle due porte, appena sopra l'ingresso che permette alla squadra l'accesso del campo dagli spogliatoi.
Esistono anche altri gruppi di tifoseria organizzata, più piccoli: esempi sono i Tammany Saints, i Corner Creeps, i The Bridge Crew, e i La Union Latina.

### Gemellaggi e rivalità
Gli Union rientrano tra i club interessati dalle I-95 soccer rivalries, ovvero le rivalità calcistiche riguardanti le città attraversate dalla Interstate 95.
La principale inimicizia riguarda la Colonial Cup, ovvero la sfida al D.C. United, come conseguenza della loro vicinanza geografica e della contrapposizione sportiva delle aree metropolitane di Filadelfia e Washington nelle altre leghe sportive professionistiche. Sempre all'interno dell'I-95, un'altra sfida di rilievo riguarda quella con il N.Y. Red Bulls: sin dai primi anni di attività degli Union ci sono stati diversi scontri incandescenti tra le due squadre. In particolare, gli Union hanno battuto tre volte su quattro i Bulls in coppa nazionale portandosi dietro anche strascichi polemici, in un match del 2016, a causa di alcune scelte arbitrali aspramente criticate dall'allora allenatore dei Bulls, Jesse Marsch.
Gli Union hanno un'altra rivalità sportiva con il Seattle Sounders; ciò è dovuto al fatto che tra i due club ci fu la partita d'esordio dei primi nel 2010 e anche la prima partita giocata al Subaru Park si giocò sempre contro i Sounders. Questo animoso antagonismo venne confermato dalle parole del difensore Danny Califf, il quale affermò:
(Danny Califf)

## Organico

### Rosa 2025
Aggiornata al 18 febbraio 2025.
| N. |                        | Ruolo | Calciatore       |
| -- | ---------------------- | ----- | ---------------- |
| 1  | Germania (bandiera)    | P     | Oliver Semmle    |
| 2  | Stati Uniti (bandiera) | D     | Matt Real        |
| 4  | Serbia (bandiera)      | C     | Jovan Lukić      |
| 5  | Norvegia (bandiera)    | D     | Jakob Glesnes    |
| 6  | Stati Uniti (bandiera) | A     | Cavan Sullivan   |
| 7  | Danimarca (bandiera)   | A     | Mikael Uhre      |
| 8  | Venezuela (bandiera)   | C     | Jesús Bueno      |
| 9  | Israele (bandiera)     | A     | Tai Baribo       |
| 10 | Ungheria (bandiera)    | C     | Dániel Gazdag    |
| 11 | Stati Uniti (bandiera) | C     | Alejandro Bedoya |
| 12 | Stati Uniti (bandiera) | D     | Isaiah LeFlore   |
| 14 | Stati Uniti (bandiera) | C     | Jeremy Rafanello |
| 15 | Camerun (bandiera)     | D     | Olivier Mbaizo   |
| 17 | Stati Uniti (bandiera) | C     | CJ Olney Jr.     |
| 18 | Giamaica (bandiera)    | P     | Andre Blake      |

| N. |                        | Ruolo | Calciatore          |
| -- | ---------------------- | ----- | ------------------- |
| 21 | Haiti (bandiera)       | C     | Danley Jean Jacques |
| 22 | Stati Uniti (bandiera) | C     | David Vazquez       |
| 23 | Haiti (bandiera)       | A     | Nelson Pierre       |
| 24 | Stati Uniti (bandiera) | C     | Nick Pariano        |
| 25 | Stati Uniti (bandiera) | A     | Chris Donovan       |
| 26 | Stati Uniti (bandiera) | D     | Nathan Harriel      |
| 27 | Germania (bandiera)    | D     | Kai Wagner          |
| 29 | Sudafrica (bandiera)   | D     | Olwethu Makhanya    |
| 33 | Stati Uniti (bandiera) | C     | Quinn Sullivan      |
| 35 | Stati Uniti (bandiera) | A     | Markus Anderson     |
| 39 | Stati Uniti (bandiera) | D     | Frankie Westfield   |
| 44 | Stati Uniti (bandiera) | D     | Neil Pierre         |
| 76 | Stati Uniti (bandiera) | P     | Andrew Rick         |
| 77 | Stati Uniti (bandiera) | A     | Eddy Davis III      |

### Staff tecnico
Di seguito lo staff tecnico del Philadelphia Union aggiornato al 2 gennaio 2025.
- Bradley Carnell - Allenatore
- Ryan Richter - Allenatore in seconda
- Frank Leicht - Allenatore in seconda
- Phil Wheddon - Allenatore dei portieri
- Ernst Tanner - Direttore sportivo